# Ветвица (Лельчицкий район)
Ветвица (бел. Ветвіца) — деревня в Ударненском сельсовете Лельчицкого района Гомельской области Беларуси.
На севере национального парка «Припятский» (до 1996 года Припятский ландшафтно-гидрологический заповедник).

## География

### Расположение
В 15 км на северо-запад от Лельчиц, 40 км от железнодорожной станции Муляровка (на линии Лунинец — Калинковичи), 198 км от Гомеля.

### Гидрография
На востоке река Коростинка (приток реки Уборть).

## Транспортная сеть
Транспортные связи по просёлочной, затем автомобильной дороге Лельчицы — Замошье. Планировка состоит из почти широтной улицы, от центра которой отходит небольшой переулок. Застроена двусторонне деревянными домами усадебного типа.

## История
Согласно письменным источникам известна с XIX века как селение в Лельчицкой волости Мозырского уезда Минской губернии. В 1931 году жители вступили в колхоз. Во время Великой Отечественной войны в июле 1943 года оккупанты сожгли 36 дворов и убили 4 жителей. На деревенском кладбище в братской могиле похоронены 32 советских солдата и 5 партизан, которые погибли в борьбе против оккупантов. Освобождена деревня 23 января 1944 года. Согласно переписи 1959 года в составе совхоза-комбината «Ударный» (центр — деревня Ударное).

## Население

### Численность
- 2014 год — 3 двора, 7 жителей

### Динамика
- 1897 год — 6 дворов, 58 жителей (согласно переписи).
- 1917 год — 125 жителей.
- 1925 год — 21 двор.
- 1940 год — 37 дворов, 161 житель.
- 1959 год — 163 жителя (согласно переписи).
- 2004 год — 16 хозяйств, 25 жителей.
- 2014 год — 3 двора, 7 жителей

## Достопримечательность
- Воинское кладбище советских солдат